# (779) Нина
(779) Нина (лат. Nina) — довольно крупный астероид главного пояса, принадлежащий к спектральному классу X. Он был обнаружен 25 января 1914 года российским астрономом Григорием Неуйминым (1886-1946) в Симеизской обсерватории и назван в честь сестры первооткрывателя Нины Николаевны Неуйминой (Центилович) (1889-1971).
Астероид проявляет признаки кометной активности, но размер комы и хвоста объекта не зависит от положения его от Солнца. 

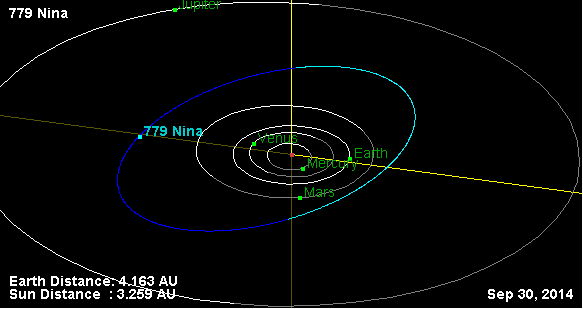
Орбита астероида Нина и его положение в Солнечной системе